# Plagiostachys glandulosa
Plagiostachys glandulosa är en enhjärtbladig växtart som beskrevs av S.Sakai och Hidetoshi Nagamasu. Plagiostachys glandulosa ingår i släktet Plagiostachys och familjen Zingiberaceae. Inga underarter finns listade i Catalogue of Life.